# المخرج العاري
المخرج العاري (باليابانية: 全裸監督) هو مسلسل سيرة ذاتية وكوميديا دراما ياباني من إنتاج نتفليكس، ومن بطولة تاكايوكي يامادا، شينوسوكي ميتسوشيما، تيتسوجي تاماياما. عرض الموسم الأول في 8 آب/أغسطس عام 2019. والموسم الثاني في 24 حزيران/يونيو 2021.

## القصة
يروي المسلسل سيرة تورو مورانيشي غير العادية والدرامية المليئة بالطموحات الكبيرة بالإضافة إلى النكسات المذهلة في محاولته قلب صناعة الإباحية في اليابان رأسًا على عقب.

## الممثلون
- تاكايوكي يامادا، بدور: تورو مورانيشي
- شینوسکه میتسوشیما، بدور: توشي أراي
- ميساتو موريتا
- سايري إيتو
- تيتسوجي تاماياما، بدور: كينجي كاوادا
- ريو إيشيباشي، بدور: إيغو إيكيزاوا
- لیلي فرانکي، بدور: الضابط ميتشيرو تاكي
- جون كونيمورا، بدور: إيوري فورويا
- کویوکي، بدور: كايو سهاري، والدة ميغومي
- کیمیکو یو، بدور: كوزو مورانيشي، والدة تورو
- بيريه تاكي، بدور: أتسوشي وادا
- ايتسوجي ايتاو، بدور: أونو
- نانامي كواكامي، بدور: ميكو
- آمي توميتي، بدور: ناوكو ياماموتو

## الإنتاج
شاهد المنتج التنفيذي كازوتاكا ساكاموتو فيلم للمخرج نوبوهيرو موتوهاشي في أوائل عام 2017. وكان أحد أصدقائه المخرجين يحاول تكييفه لمسلسل، لكنه استسلم وأمل أن يتمكن ساكاموتو من تحقيق ذلك مع نتفليكس. وعلى الرغم من أن أحداثه تدور في الغالب في الثمانينيات، إلا أن نتفليكس توقعت أن يكون عالميًا ومناسبًا للمشاهدين المعاصرين، يحكي قصة مستضعف مقنعة. بعد إعطاء الضوء الأخضر للإنتاج، استعان ساكاموتو بجيسون جورج، وهو منتج في مسلسل ناركوس على نتفليكس، كمستشار. أراد نصيحة جورج بشأن تصوير شخصية خارجة عن القانون يمكن للمشاهدين التعاطف معها وكيفية التأكد من أن المشاهد الجنسية لن تبدو غير مبررة أو غير محترمة للنساء. كانت المناقشات مثمرة للغاية لدرجة أن ساكاموتو جعل جورج يشرف على السيناريو أيضًا.
في 25 أكتوبر 2018، أُعلن أن نتفليكس أنتجت موسم أول يتكون من ثماني حلقات. كان هذا أول إنتاج للفرع الياباني لنتفليكس. المسلسل من إخراج ماساهارو تاكي وشارك في كتابته كوسوكي نيشي ويوشيتاتسو يامادا وإيجي أوشيدا. أفاد مارك شيلينغ أنه "بميزانية سخية (ولكن غير معلنة)"، أمضى فريق الكتابة ما يقرب من عام في كتابة السيناريو. أفادت صحيفة نيكي أن تكلفة المسلسل تقدر بـ 100 مليون ين لكل حلقة، على عكس معظم البرامج التلفزيونية اليابانية التي تكلف عشرات الملايين من الين لكل حلقة.
صرح تاكي أنه لولا نتفليكس لما كان المشروع ليتحقق، إذ كان من الصعب عرضه على التلفزيون الياباني. وقال إن القصة مزيج من قصة حقيقية وخيالية، حيث أخبرهم مورانيشي أنه بإمكانهم التصرف بحرية مع الحقائق كما يشاؤون طالما تكون مثيرة للاهتمام. وكتب أوشيدا "أعتقد أن الأفلام اليابانية يجب أن تتغير. يجب أن تنظر إلى الخارج. وقد صُنعت هذه السلسلة مع وضع هذه الفكرة في الاعتبار."
في 15 أغسطس 2019، جددت نتفليكس المسلسل لموسم ثانٍ. في يناير 2020، ذكرت صحيفة نيكي أن الموسم سيتبع سقوط مورانيشي، مما يعكس الركود الاقتصادي الذي شهدته اليابان في أوائل التسعينيات. صدر الموسم الثاني في 24 يونيو 2021.

## الاستقبال
وصف سويشيرو ماتسوتاني، كاتب عمود في صحيفة هافينغتون بوست، الموسم الأول من المسلسل بأنه «تحفة فنية»، وقارنه بالفيلمين الشهيرين الشعب ضد لاري فلينت وليالي راقصة. وأشاد بتصوير المسلسل للأيام الأولى لصناعة أفلام الفيديو للبالغين في اليابان، لا سيما كيفية إظهاره للصلات بين صناعة الأفلام والفيديو وعالم الجريمة والشرطة، وهو ما لم يتطرق إليه الكتاب الأصلي. ومن الاختلافات الأخرى التي أشار إليها ماتسوتاني، عدم تصوير صناعة الأفلام الإباحية كعالم مشرق وبراق، بل إنها تتضمن شخصيات تعاني من وصمة العار الاجتماعية التي غالبًا ما تُوجه للعاملين في هذه المهنة.
وصف بريندن غالاغر من موقع ذا ديلي دوت المسلسل بأنه «كوميديا جنسية صاخبة وسردٌ مليء بالإثارة عن عالم الجريمة في قصة ثورة إباحية»، ومنح المسلسل ثلاث نجوم ونصف من أصل خمسة. وأشاد بالمسلسل لانغماس الجمهور في الثقافة اليابانية، وأداء يامادا، وكتابة المسلسل لمزجها الفكاهة والعاطفة. وانتقد بعض الممثلين المساعدين لعدم قدرتهم على الموازنة بين الجدية والفكاهة. وعلى عكس غالاغر، وصف جوردان جوليان من موقع ذا ديلي بيست انتقال المسلسل بين الكوميديا والدراما بأنه «مثير للصدمة أحيانًا»، ولكن مع تقدم الموسم، بدأ المسلسل «يبدو أقرب إلى مسلسل جريمة من أي شيء آخر - وهو تفسير ياباني لمسلسل بريكينغ باد». وصف جون سيربا من موقع ديسايدر الحلقة الأولى بأنها «مضحكة ومليئة بالألوان»، ويامادا بطل قوي، وطاقم الممثلين المساعدين «ملهمون في الغالب»، وأوصى بالمسلسل. قارن كل من سيربا وجالاغر العمل بمسلسل كاليفورنيكيشن.
في مراجعةٍ له لموقع ثريليست، وصف جوشوا روبنسون الموسم الثاني بأنه «عاصفةٌ من النجاحات الرائعة والتراجعات المُفرطة». ورغم إشادته بأداء يامادا «الحيوي والشرير أحيانًا» ووصفه بأنه رائعٌ للغاية، إلا أنه كتب أن «قيمة الحداثة والصدمة في الدراما الكوميدية قد تلاشت، على الرغم من حبكات المسلسل المؤثرة، وأن العديد من أفضل شخصياته إما ماتت أو رحلت عن عالم الإباحية في النهاية».
انتقدت ماساي إيدو من جينداي بيزنس المسلسل لتصويره مورانيشي كمحرر جنسي ومدافع عن المرأة على الرغم من آرائه الحقيقية، مثل تغريدة قال فيها «إن المحاميات اللواتي يقودن الحركة النسوية بشأن قضية الإكراه في المواد الإباحية يبدو أنهن لا يجذبن أي رجال»، والتي وجدت أنها «مختلفة» عن التصوير. وجد إيكو أوكادا من نيوزويك اليابان أن إعلانات المسلسل «تمجد صناعة الجنس في وقت كان فيه الاستغلال غير العادل شائعًا»، وكتب أن شخصية مورانيشي «لا تعكس أبدًا انتقامه المخزي أو كراهية النساء التي يمكن الشعور بها وراء ذلك».
كما تعرضت السلسلة لانتقادات بسبب تصوير كاورو كوروكي وهي تستخدم اسمها الحقيقي على المسرح دون إذنها. في مقابلة عام 1994، صرحت كوروكي أنها تعرضت للعنف الجسدي من مورانيشي. تقاعدت من الحياة العامة في نفس العام ونجحت في مقاضاة الناشرين بتهمة انتهاك الخصوصية. وعندما سُئلت عن الانتقادات، ذكرت نتفليكس أن كوروكي ومورانيشي لم يشاركا في الإنتاج وأن المسلسل مجرد اقتباس من كتاب موتوهاشي.

## روابط خارجية
- المخرج العاري على موقع IMDb (الإنجليزية)
- المخرج العاري على موقع روتن توميتوز (الإنجليزية)
- المخرج العاري على موقع نتفليكس (الإنجليزية)
- المخرج العاري على موقع ميوزك برينز (الإنجليزية)
- المخرج العاري على موقع كينوبويسك (الروسية)
- المخرج العاري على موقع ألو سيني (الفرنسية)
- المخرج العاري على موقع قاعدة بيانات الفيلم (الإنجليزية)